# Хвощинка (Волгоградская область)
Хвощинка — хутор в Еланском районе Волгоградской области России, в составе Морецкого сельского поселения.
Население — 258 (2010)

## История
Хвощинка (другое название Дмитриевка) была основана примерно в 1825 году.  В неё были переведены крестьяне, доставшиеся в приданое Александре Андреевне Хвощинской, вышедшей замуж за отставного капитан-лейтенанта Дмитрия Николаевича Сатина. Первые жители деревни были переселены из деревни Нару-Тамбов, находившейся рядом с селом Княжево Тамбовской губернии, и деревни Засецкой Керенского уезда Пензенской Губернии.
Хвощинка обозначена на военно-топографической карте 1870 года. На схематической карте Аткарского уезда Саратовской губернии 1912 года населённый пункт отмечен как слобода Хвощинская. Согласно Списку населённых мест Аткарского уезда 1914 года (по сведениям за 1911 год) Хвощинка являлась волостным селом, село населяли бывшие крепостные крестьяне господ Сатиной и Прибытковой, великороссы, всего 381 мужчина и 388 женщин. В селе имелись церковь, земская школа, фельдшерский пункт, приемный покой, базар.
В 1921 году Хвощинская волость была перечислена из Аткарского уезда в новый Еланский уезд. В 1923 году в связи с упразднением Еланского уезда населённый пункт включён в состав укрупнённой Еланской волости Балашовского уезда
В 1928 году Хвощинка включена в состав Еланского района Камышинского округа (упразднён в 1930 году) Нижне-Волжского края (с 1934 года — Сталинградского края, с 1936 года — Сталинградской области). Населённый пункт являлся центром Хвощинского сельсовета.
В 1961 году был упразднен Хвощинский сельсовет, его территория передана в административное подчинение Хуторо-Морецкого сельсовета. В 1985 году был вновь образован Хвощинский сельский Совет с центром в хуторе Хвощинка за счет разукрупнения Хутора-Морецкого сельсовета. В 2004 году Хвощинка включена в состав Морецкого сельского поселения.

## География
Село находится в пределах Хопёрско-Бузулукской равнины, являющейся южным окончанием Окско-Донской низменности, на реке Вязовке (левый приток реки Терса), на высоте около 150-160 метров над уровнем моря.
Почвы: чернозёмы обыкновенные.
По автомобильным дорогам расстояние до областного центра города Волгоград составляет 390 км, до районного центра рабочего посёлка Елань — 40 км.
Климат
Климат умеренный континентальный (согласно классификации климатов Кёппена — Dfb). Многолетняя норма осадков — 454 мм, наибольшее количество осадков выпадает в июне — 53 мм, наименьшее в марте — 23 мм. Среднегодовая температура положительная и составляет + 6,0 °С, средняя температура самого холодного месяца января −10,3 °С, самого жаркого месяца июля +21,4 °С.
Часовой пояс
Хвощинка, как и вся Волгоградская область, находится в часовой зоне МСК (московское время). Смещение применяемого времени относительно UTC составляет +3:00.

## Население
Динамика численности населения по годам:
| 1897 | 1911 | 1987 | 2002 |
| ---- | ---- | ---- | ---- |
| 631  | 769  | ≈310 | 295  |

| 2010 |
| ---- |
| 258  |